# Kenneth Goldsmith

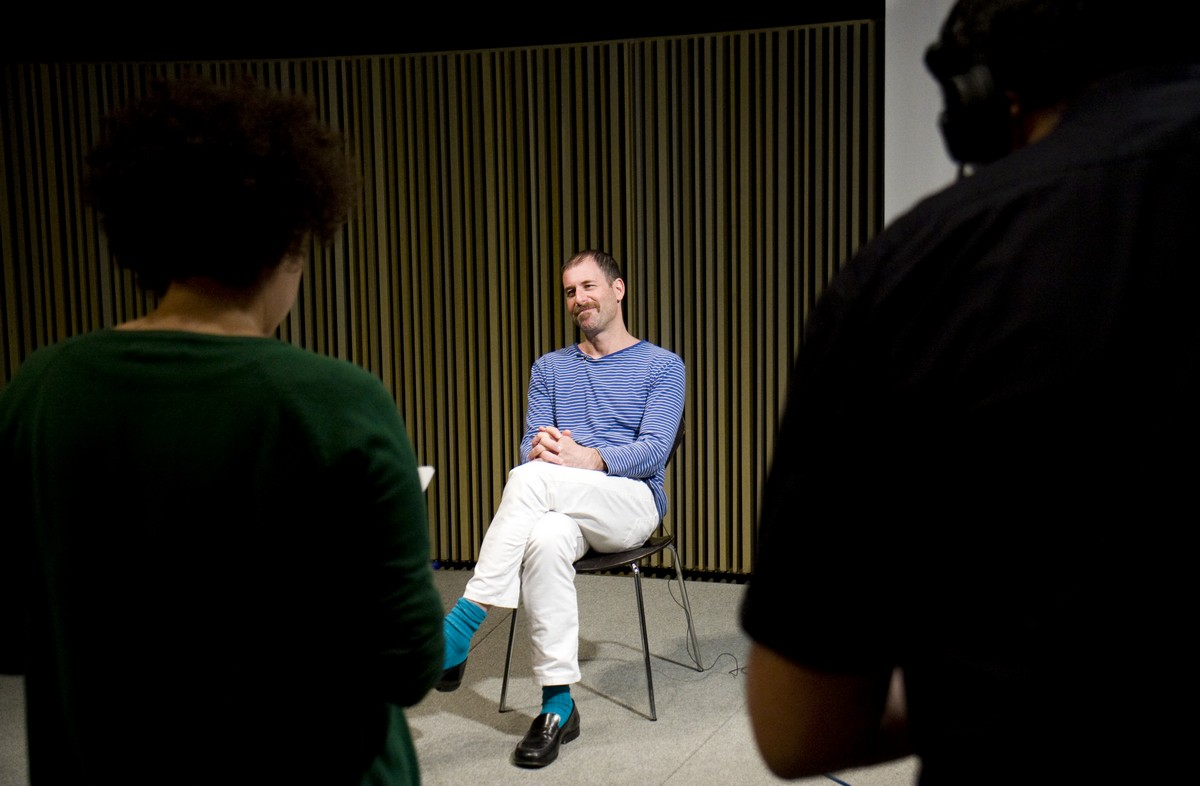
Kenneth Goldsmith (2012)

Kenneth Goldsmith (geboren 1961 in Freeport, Long Island, Bundesstaat New York, USA) ist ein US-amerikanischer Schriftsteller und Konzeptkünstler. Er gilt als Erfinder des „unkreativen Schreibens“ und ist der Gründer des Online-Kunstarchivs UbuWeb.

## Familiärer und beruflicher Hintergrund
Goldsmith stammt aus einer jüdisch-russischen Familie, die ursprünglich Goldschmidt hieß. Er studierte an der Rhode Island School of Design das Fach Bildhauerei, das er 1984 mit einem Bachelorexamen abschloss. Danach arbeitete er circa zehn Jahre lang als darstellender Künstler und fertigte Holzskulpturen an.
Goldsmith lebt mit seiner Frau, der Konzeptkünstlerin Cheryl Donegan, und zwei Söhnen in New York City.

## Arbeit als Autor

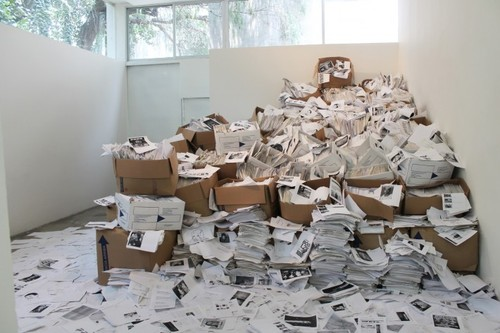
Printing out the Internet (gemeinfrei ?, 2013)

1993 kam er erstmals mit einem Computer in Kontakt, wodurch seine Arbeit beeinflusst werden sollte. Inspiriert zu seiner Methode des „unkreativen Schreibens“ wurde Goldsmith durch das Internet. Dieses Medium basiert im Grunde auch nur auf Text, respektive Code, und verwandelt diesen in Text, Sound, Bild und Film.

„Nie zuvor hat Sprache so viel Materialität besessen – so viel Fluidität, Formbarkeit, Geschmeidigkeit – die geradezu danach schreit, vom Schreibenden aktiv verwaltet zu werden.“

Als Schlüsselerlebnis nennt er ein Versehen, als er fremden Text aus dem Browserfenster in seine Word-Datei kopiert hatte. Daraus entwickelte er die Methode des „unkreativen Schreibens“. Nach dieser Methode muss man keine eigenen Texte schreiben, um Kunst zu produzieren. Man nimmt einen bereits vorhandenen Text und stellt ihn in einen neuen Kontext; das sogenannte „Reframing“. Goldsmith findet, dass nach dieser Methode jeder Text poetisches Material sein kann. Das Urheberrecht hält Goldsmith für veraltet. Er legt alle Quellen offen.
Goldsmith produziert bevorzugt Bücher, die er im herkömmlichen Sinne nicht selbst geschrieben hat. Sie basieren auf der Grundlage des „unkreativen Schreibens“. Darunter beispielsweise die vollständige Abschrift einer Ausgabe der New York Times, erschienen als 836-Seiten-Band unter dem Titel Day. Des Weiteren transkribierte er Wetterberichte, Verkehrsnachrichten und einen Radiobericht über ein Baseballspiel. Auf die Rezeption seiner Werke angesprochen erklärte er, seine Bücher seien „schrecklich langweilig, kein Mensch liest das alles. Ich selbst lese das nicht.“
1998 beauftragte Goldsmith am Bloomsday den Sänger und Sprecher Theo Bleckmann, eine Interpretation seines Werks Fidget im Whitney Museum of American Art vorzutragen. 2011 war er Teil einer Veranstaltung mit dem Titel Celebration of American Poetry vor Barack Obama und Gattin im Weißen Haus in Washington, D.C.
2013 lud Goldsmith jedermann über das Internet dazu ein, per Internet Beiträge an eine Kunstgalerie in Mexiko-Stadt zu senden. Die dort in der Zeit vom 26. Juli 2013 bis zum 31. August 2013 eingegangenen Beiträge wurden von Goldsmith anschließend ausgedruckt. Das Projekt trug den Namen Printing Out the Internet (zu Deutsch: ‚Das Internet ausdrucken‘) und ergab mehr als zehn Tonnen bedruckten Papiers.

## Akademischer Lehrer
Goldsmith lehrt seit 2003 am Center for Programs in Contemporary Writing der University of Pennsylvania. Seine Kurse heißen Nichtkreatives Schreiben, Interventionistisches Schreiben oder „Wie man im Internet Zeit verschwendet“. In Zusammenarbeit mit dem Institute of Contemporary Art in Philadelphia gab er den Kurs Writing Through Art and Culture. Im letztgenannten Kurs wurden die Teilnehmer dazu angeregt, Werkzeuge wie Aneignung/Appropriation, Raub, Diebstahl, Betrug und anderes zu benutzen.
2010 war Goldsmith Gastprofessor im Rahmen der The Anschutz Distinguished Fellow Professorship an der Princeton University in Princeton, New Jersey.

## Kunstarchiv
Goldsmith gründete 1996 das Online-Kunstarchiv UbuWeb. Es begann als Webseite für Konkrete Poesie. Sie wurde um Audio- und Videomaterial erweitert. Die Künstler werden weder um Genehmigung gefragt, noch erhalten sie Geld dafür. Mit einigen Zehntausend Werken ist UbuWeb 2017 größer als die digitale Sammlung des Museum of Modern Art.

## Preise und Auszeichnungen
- 2013: Erster Poet Laureate des New Yorker Museum of Modern Art (MoMA).

## Veröffentlichungen
- Fidget. Coach House Books, 2000.
- Sololiquy. Granary Books, New York City, USA 2001, ISBN 1-887123-53-9.
- Day. The Figures, 2003.
- The Weather; vier Teile: Winter, Spring, Summer, Fall. Make Now, Los Angeles 2005.
- Traffic. Make Now, Los Angeles 2007.
- Sports. Make Now, Los Angeles 2008.
- mit Craig Dworkin: Against Expression. An Anthology of Conceptional Writing. Northwestern University Press, Evanston, Illinois 2011, ISBN 978-0-8101-2711-1.
- Letter to Bettina Funcke in: 100 Notes, 100 Thoughts/100 Notizen – 100 Gedanken Nr. 17, dOCUMENTA (13), Kassel 2012; Verlag: Hatje Cantz, Ostfildern 2011, ISBN 978-3-7757-2866-9.
- Capital: New York, Capital of the 20th Century. Verso Publishers, New York City 2015, ISBN 978-1-78478-156-9.[5]
- als Herausgeber: Interviews with Andy Warhol. Verlag Kurt Liebig, Schmieheim 2006, ISBN 3-938715-02-2.
- Uncreative Writing. Sprachmanagement im digitalen Zeitalter. Übersetzt von Hannes Bajohr und Swantje Lichtenstein. Matthes & Seitz, Berlin, 2017. ISBN 978-3-95757-252-3. (In der deutschen Ausgabe gibt es ein eigens hierfür geschriebenes Kapitel.)[1]